# Clavularia purpurascens
Clavularia purpurascens is een zachte koraalsoort uit de familie Clavulariidae. De koraalsoort komt uit het geslacht Clavularia. Clavularia purpurascens werd in 1846 voor het eerst wetenschappelijk beschreven door Dana. 